# (2686) Linda Susan
(2686) Linda Susan es un asteroide perteneciente al cinturón de asteroides, descubierto el 5 de mayo de 1981 por Carolyn Shoemaker desde el Observatorio del Monte Palomar, Estados Unidos.

## Designación y nombre
Designado provisionalmente como 1981 JW1. Fue nombrado Linda Susan en homenaje a "Linda Susan Salazar" hija del descubridor.